# Санта-Мария-делла-Скала (титулярная диакония)
Титулярная диакония Санта-Мария-делла-Скала (лат. Diaconia Sanctæ Mariæ Scalaris) — титулярная церковь, которая исторически связана со следующими церквями Санта-Мария-Антиква, Санта-Мария-Нуова. Диакония принадлежит церкви Санта-Мария-делла-Скала, расположенной в квартале Рима Трастевере, на пьяцца делла Скала.

## Санта-Мария-Антиква
Дьякония Санта-Мария-Антиква, расположенная в X районе Риме (Августа), была построена около 600 года Папой Григорием I. Эта церковь была построена между V и VI веками в Атриуме Минервы, где хранились свидетельства об отпусках римских легионеров. Несмотря на различные реставрационные работы, так как церковь находилась в руинах, Папа Лев IV, передала диаконию в церковь Санта-Мария-Нуова, построенной около Священной дороги.

## Санта-Мария Нуова
Дьякония Санта-Мария-Нуова была воздвигнута Папой Львом IV, чтобы заменить церковь Санта-Мария-Антиква. Титулярная диакония была упразднена 8 августа 1661 года Папой Александром VII. 17 марта 1887 года Папа Лев XIII восстановил титулярную церковь Санта-Мария-Нуова для кардиналов-священников.

### Список кардиналов-дьяконов и кардиналов-священников титулярной диаконии Санта-Мария Нуова
- Пагано — (1088 или ранее — 1101);
- Теобальдо — (около 1102 — 1121);
- Эймерик Бургундский, Can.Reg.Lat. — (1121 — 1143);
- Джованни, регулярный каноник Святого Фридиана Луккского — (17 декабря 1143 — 1153, до смерти);
- Джованни Пиццути, регулярный каноник Святого Виктора Парижского — (декабрь 1155 — 1157, назначен кардиналом-дьяконом Санта-Мария-ин-Портико-Октавия);
- Джироламо, регулярный каноник Святого Фридиана Луккского — (1164 — до 1177, до смерти);
  - Ланфредо — (1166 — около 1168 — псевдокардинал антипапы Пасхалия III);
- Маттео, регулярный каноник Святого Фридиана Луккского — (март 1178 — 1182, назначен кардиналом-священником Сан-Пьетро-ин-Винколи);
- Альбино, Can. Reg. de S. Maria di Crescenziano — (1182 — 1185, назначен кардиналом-священником Санта-Кроче-ин-Джерусалемме);
- Бернардо, C.R.S.A. — (12 марта 1188 — 1193, назначен кардиналом-священником Санти-Джованни-э-Паоло);
  - вакантно (1193—1295);
- Пьетро Валериано Дурагерра — (17 декабря 1295 — 17 декабря 1302, до смерти);
- Раймон де Гот — (15 декабря 1305 — 26 июня 1310, до смерти);
- Раймон Гийом де Форж — (19 декабря 1310 — 5 октября 1346, до смерти);
- Пьер Роже де Бофор — (29 мая 1348 — 30 декабря 1370, избран Папой Григорием XI);
- Людовико Альтавилла (или Людовико Кампо д’Альтавилла, или Людовико ди Капуя) — (18 сентября 1378 — 1380, до смерти);
  - Амедео Салуццо (или Салюс) — (23 декабря 1383 — 28 июня 1419, до смерти), псевдокардинал антипапы Климента VII;
- Марино Булкани (или Вулкани) — (20 ноября 1385 — 8 августа 1394, до смерти);
- Якопо дель Торсо — (9 мая 1408 — 1413, до смерти);
  - Джакомо Изолани — (1420 — 9 февраля 1431, до смерти), псевдокардинал антипапы Иоанна XXIII;
  - вакантно (1431—1440);
- Пьетро Барбо — (1 июля 1440 — 16 июня 1451, назначен кардиналом-священником Сан-Марко);
  - вакантно (1451—1461);
- Франческо Гонзага — (2 апреля 1462 — 21 октября 1483, до смерти);
- Джованни Баттиста Орсини — (1488? или 23 марта 1489 — 27 февраля 1493, назначен кардиналом-священником Санти-Джованни-э-Паоло);
- Чезаре Борджиа — (23 сентября 1493 — 18 августа 1498, в отставке);
- Раймунд Перауди, O.S.A. — титулярная диакония pro hac vice (29 апреля 1499 — 5 сентября 1505, до смерти);
- Франсиско Льорис-и-де-Борха — (17 декабря 1505 — 22 июля 1506, до смерти);
- Сиджизмондо Гонзага — (16 декабря 1506 — 3 октября 1525, до смерти);
- Эрколе Гонзага — (5 мая 1527 — 6 июля 1556), титулярная диакония pro hac vice (6 июля 1556 — 2 марта 1563, до смерти);
- Федерико Гонзага — титулярная диакония pro hac vice (4 марта 1563 — 21 февраля 1565, до смерти);
- Ипполито II д’Эсте — (13 апреля 1565 — 2 декабря 1572, до смерти);
- Филиппо Гваставиллани — (14 июля 1574 — 8 ноября 1577, назначен кардиналом-дьяконом Санта-Мария-ин-Козмедин);
- Андреас Австрийский — (11 декабря 1577 — 12 ноября 1600, до смерти);
- Алессандро д’Эсте — (15 ноября 1600 — 11 января 1621, назначен кардиналом-дьяконом Сант-Эустакьо);
- Маурицио Савойский — (17 марта — 19 апреля 1621, назначен кардиналом-дьяконом Сант-Эустакьо);
- Ипполито Альдобрандини младший — (17 мая 1621 — 16 марта 1626, назначен кардиналом-дьяконом Сант-Анджело-ин-Пескерия);
- Марцио Джинетти — (6 октября 1627 — 6 февраля 1634, назначен кардиналом-дьяконом Сант-Анджело-ин-Пескерия);
  - вакантно (1634—1642);
- Джулио Габриэлли старший — (10 февраля — 10 ноября 1642, назначен кардиналом-дьяконом Санта-Мария-ин-Виа-Лата);
- Вирджинио Орсини, O.B.E. — (10 ноября 1642 — 14 марта 1644, назначен кардиналом-дьяконом Санта-Мария-ин-Козмедин);
- Ринальдо д’Эсте — (28 ноября — 12 декабря 1644, назначен кардиналом-дьяконом Сан-Никола-ин-Карчере);
- Джанкарло Медичи — (20 марта 1645 — 6 марта 1656, назначен кардиналом-дьяконом Сан-Джорджо-ин-Велабро).

Диакония упразднена в 1661 году.

## Санта-Мария-делла-Скала
Титулярная диакония Санта-Мария-делла-Скала была учреждена Папой Александром VII на консистории от 14 января 1664 года, чтобы заменить титулярную диаконию Санта-Мария-Нуова.

### Список кардиналов-дьяконов и кардиналов-священников титулярной диаконии Санта-Мария-делла-Скала
- Паоло Савелли — (11 февраля 1664 — 14 января 1669, назначен кардиналом-дьяконом Сан-Джорджо-ин-Велабро);
  - вакантно (1669—1670);
- Буонаккорсо Буонаккорси — (19 мая 1670 — 18 апреля 1678, до смерти);
- Джанфранческо Джинетти — (22 сентября 1681 — 12 января 1682, назначен кардиналом-дьяконом Сант-Анджело-ин-Пескерия);
  - вакантно (1682—1686);
- Иоханнес Вальтер Слюз — (30 сентября 1686 — 16 июля 1687, до смерти);
- Ринальдо д’Эсте — (20 декабря 1688 — 21 марта 1695, в отставке);
- Доменико Таруджи — (2 января 1696 — 27 декабря 1696, до смерти);
  - вакантно (1696—1706);
- Карло Колонна — (25 июня 1706 — 6 мая 1715, назначен кардиналом-дьяконом Сант-Анджело-ин-Пескерия);
  - вакантно (1715—1724);
- Алессандро Фальконьери — (20 ноября 1724 — 26 января 1734, до смерти);
- Луис Антонио Хайме, инфант Испанский — (19 декабря 1735 — 18 декабря 1754, в отставке);
  - вакантно (1754—1766);
- Саверио Канали — (1 декабря 1766 — 20 марта 1773, до смерти);
  - вакантно (1773—1777);
- Грегорио Сальвиати — (28 июля 1777 — 27 сентября 1780, назначен кардиналом-дьяконом Санта-Мария-ин-Козмедин);
  - вакантно (1780—1789);
- Филиппо Кампанелли — (3 августа 1789 — 29 ноября 1790, назначен кардиналом-дьяконом Сант-Анджело-ин-Пескерия);
  - вакантно (1790—1800);
- Луис Мария де Бурбон-и-Вальябрига — титулярная диакония pro hac vice (20 октября 1800 — 19 марта 1823, до смерти);
  - вакантно (1823—1843);
- Паоло Манджели Орси — (30 января 1843 — 22 февраля 1844, назначен кардиналом-дьяконом Санта-Мария-ин-Козмедин);
  - вакантно (1844—1853);
- Просперо Катерини — (10 марта 1853 — 18 декабря 1876, назначен кардиналом-дьяконом Санта-Мария-ин-Виа-Лата), in commendam (18 декабря 1876 — 28 октября 1881, до смерти);
- Пьетро Лазаньи — (30 марта 1882 — 19 апреля 1885, до смерти);
  - вакантно (1885—1886);
- Аугусто Теодоли — (10 июня 1886 — 26 июня 1892, до смерти);
  - вакантно (1892—1895);
- Джироламо Мария Готти, O.C.D. — титулярная диакония pro hac vice (2 декабря 1895 — 19 марта 1916, до смерти);
  - вакантно (1916—1921);
- Камилло Лауренти — (16 июня 1921 — 16 декабря 1935), титулярная диакония pro hac vice (16 декабря 1935 — 6 сентября 1938, до смерти);
- Хосе Мария Каро Родригес — титулярная диакония pro hac vice (17 мая 1946 — 4 декабря 1958, до смерти);
- Юлиус Август Дёпфнер — титулярная диакония pro hac vice (18 декабря 1958 — 24 июля 1976, до смерти);
  - вакантно (1976—1994);
- Карлос Овьедо Кавада O. de M. — титулярная диакония pro hac vice (26 ноября 1994 — 7 декабря 1998, до смерти);
- Франсуа Ксавье Нгуен Ван Тхуан — (21 февраля 2001 — 16 сентября 2002, до смерти);[1]
- Станислав Наги, S.C.I. — (21 октября 2003 — 5 июня 2013, до смерти);
  - вакантно (2013—2016);
- Эрнест Симони — (19 ноября 2016 — по настоящее время).